# Zebegény
Zebegény est un village et une commune du comitat de Pest en Hongrie.

## Politique et administration
Le maire du village est Ferenczy Ernő Ervin, élu en 2024 en tant que candidat indépendant avec 45,61 % des voix ; le conseil du village est constitué du maire et de six adjoints.
Aux élections du comitat de Pest de 2024, la population a voté en majorité pour la liste commune du parti d'extrême droite Fidesz et du parti populaire démocrate chrétien (KDNP) (52,37 % des votants). Le Mouvement Momentum (MM), le Mouvement Notre patrie  (MHM) et la Coalition démocratique (DK) ont obtenu respectivement 21,71 %, 13,42 % et 12,5 % des voix. Le village comportait 1 078 votants et le taux d'abstention était de 26,81 %.